# Parastagmatoptera confusa
Parastagmatoptera confusa är en bönsyrseart som beskrevs av Giglio-tos 1914. Parastagmatoptera confusa ingår i släktet Parastagmatoptera och familjen Mantidae. Inga underarter finns listade i Catalogue of Life.